# Grézillac
Grézillac (okzitanisch: Gresilhac) ist eine französische Gemeinde mit 688 Einwohnern (Stand: 1. Januar 2022) im Département Gironde in der Region Nouvelle-Aquitaine; sie gehört zum Arrondissement Libourne und zum Kanton Les Coteaux de Dordogne. Die Einwohner werden Grézillacais genannt.

## Geographie
Grézillac liegt etwa 28 Kilometer ostsüdöstlich von Bordeaux und etwa neun Kilometer südsüdöstlich von Libourne. Die Dordogne begrenzt die Gemeinde im Nordosten. Umgeben wird Grézillac von den Nachbargemeinden Moulon im Norden, Saint-Sulpice-de-Faleyrens im Norden und Nordosten, Branne im Nordosten, Lugaignac im Osten, Guillac im Osten und Südosten, Daignac im Süden und Südwesten sowie Tizac-de-Curton im Westen.

## Bevölkerungsentwicklung
| Jahr                       | 1962 | 1968 | 1975 | 1982 | 1990 | 1999 | 2006 | 2013 | 2020 |
| Einwohner                  | 730  | 786  | 661  | 683  | 613  | 610  | 668  | 697  | 691  |
| Quellen: Cassini und INSEE |      |      |      |      |      |      |      |      |      |

## Sehenswürdigkeiten
- Kirche Notre-Dame aus dem 11./12. Jahrhundert, seit 1925 Monument historique
- Reposoir (Oratorium an einem Prozessionsweg)
- Schloss Franquinotte
- Schloss Mouchac

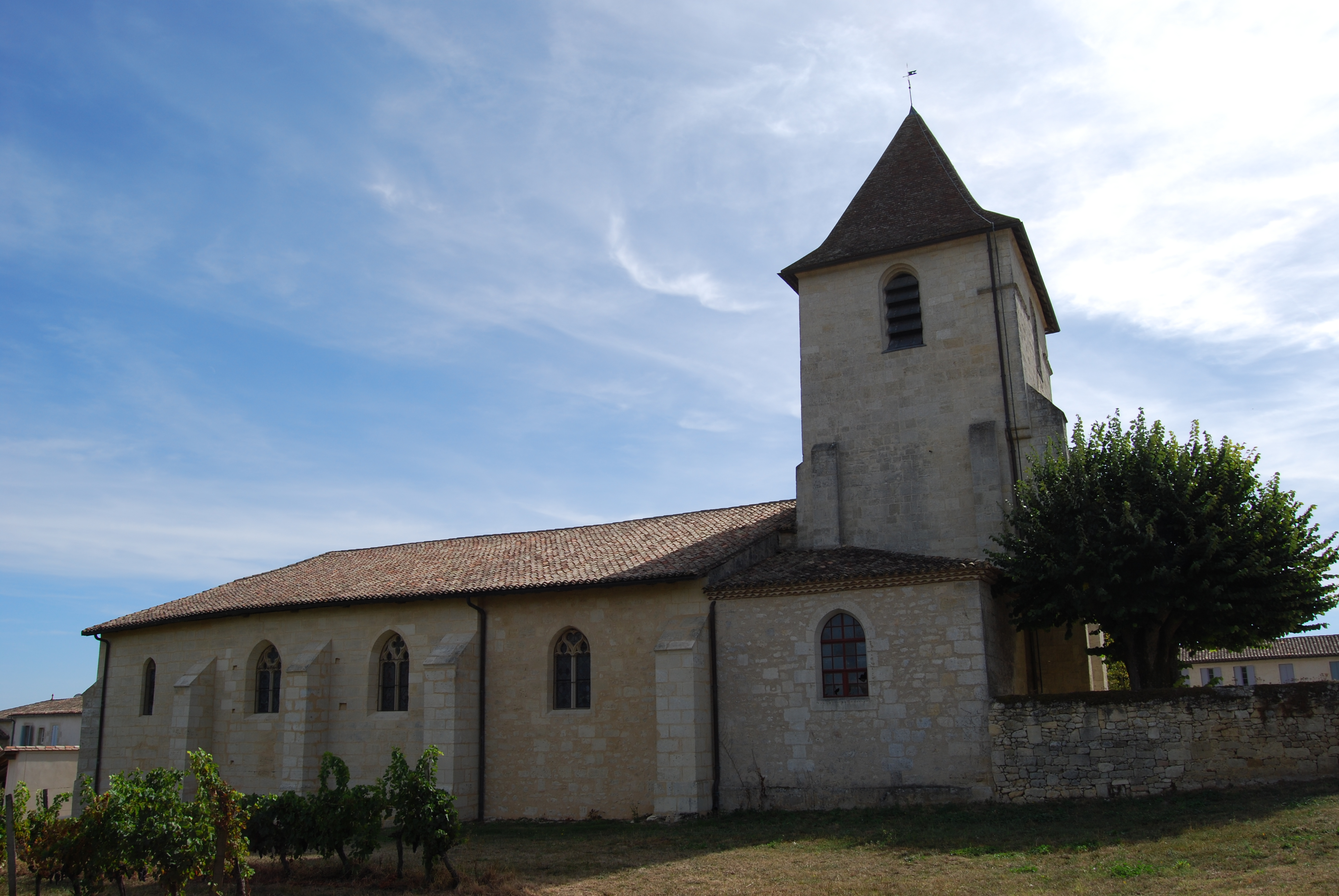
Kirche Notre-Dame
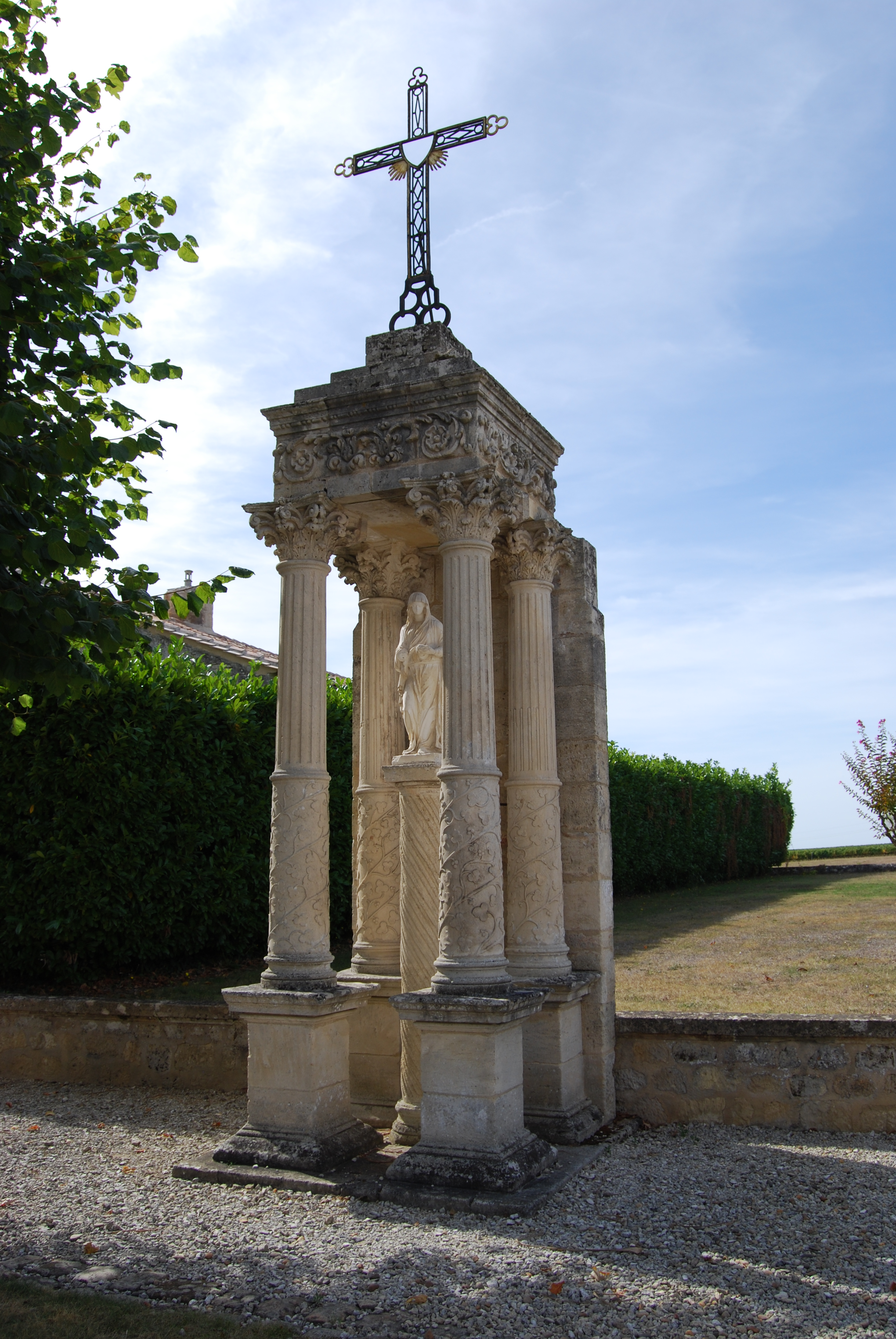
Reposoir

## Persönlichkeiten
- André Lurton (1924–2019), Winzer